# Vjačaslaŭ Janoŭski
Vjačaslaŭ Jaŭhenavič Janoŭski (in bielorusso Вячаслаў Яўгенавіч Яноўскі?, in russo Вячеслав Евгеньевич Яновский?, Vjačeslav Evgen'evič Janovskij; Vicebsk, 24 agosto 1957) è un ex pugile bielorusso che ha gareggiato per l'Unione Sovietica, vincendo la medaglia d'oro alle Seul 1988 nei pesi superleggeri.

## Palmarès

### Olimpiadi
- 1 medaglia:
  - 1 oro (Seul 1988 nei pesi superleggeri)

### Europei dilettanti
- 2 medaglie:
  - 1 argento (Torino 1987 nei pesi superleggeri)
  - 1 bronzo (Budapest 1985 nei pesi superleggeri)